# 猪苗代第一発電所
座標: 北緯37度32分38秒 東経140度00分07秒 / 北緯37.544度 東経140.0019度
猪苗代第一発電所（いなわしろだいいちはつでんしょ）は、福島県会津若松市河東町八田にあり、東京電力リニューアブルパワーが所有、管理する水力発電所。猪苗代湖の湖水を阿賀野川水系へ放水する水力発電所群のなかでは最も古く最上流部にある。
日本では明治時代後半、ようやく長距離高圧送電に関する技術的な目途がつくようになり、関東地方に近く水量が豊富な猪苗代湖の湖水を利用した電源の開発が模索されるようになった。1899年（明治36年）の安積疏水を利用した沼上発電所完成に続き、1914年（大正3年）には猪苗代水力電気株式会社の手により関東地方への送電を視野においた猪苗代第一発電所が完成した。運用開始時の出力37,500kWは当時東洋一の規模であり、初の115kV送電、225kmに及ぶ東京までの送電線は日本の産業、経済を長らく支えることとなった。発電所の建物は、東京駅や日本銀行本店などを手掛けた辰野金吾が設計した。大成功を収めた猪苗代水力電気株式会社は、その後も猪苗代第二発電所の建設を行うなどの開発を続けたが、1923年（大正12年）に東京電燈に合併されて現在の東京電力へつながる。
猪苗代第一発電所をはじめとした猪苗代湖の湖水を利用した発電所群は、日本の戦前・戦後の経済を支え続けた。当時の発電は水力発電に多くを頼っており、記録的な渇水年となった1951年（昭和26年）には、猪苗代湖の湖水低下や猪苗代発電所群の稼働状況が計画停電の動向を左右するものとして、新聞で大きく報道されている。
2016年（平成28年）4月25日、猪苗代第一発電所が猪苗代第二発電所などとともに日本遺産に認定された。